# 7735 Scorzelli
7735 Scorzelli (1980 UL1) là một tiểu hành tinh vành đai chính được phát hiện ngày 31 tháng 10 năm 1980 bởi S. J. Bus ở Palomar.